# Parapostenus
Parapostenus is een monotypisch geslacht van spinnen uit de  familie van de Miturgidae (spoorspinnen).

## Soort
- Parapostenus hewitti Lessert, 1923